# بيدرو بلانكو لوبيز
بيدرو بلانكو لوبيز (بالإسبانية: Pedro Blanco López)‏ هو عازف بيانو وملحن إسباني، ولد في 1883 في ليون في إسبانيا، وتوفي في 1 مايو 1919 في بورتو في البرتغال.